# Bonsomnoré
Bonsomnoré est une localité située dans le département de Tangaye de la province du Yatenga dans la région Nord au Burkina Faso.

## Géographie
Bonsomnoré se trouve à 3 km à l'est de Namsiguia, à 6 km au nord de Tangaye, le chef-lieu du département, et à environ 12 km à l'ouest du centre de Ouahigouya. Le village est aussi à 6 km au sud de la route nationale 2.

## Histoire
Bonsomnoré est le village familial maternel de Roger Moussa Tall (né en 1936 à Ouahigouya mais où il grandit jusqu'à cinq ans), vétérinaire de formation et futur militant syndical burkinabè.

## Économie
L'économie du village repose principalement sur l'agriculture maraîchère facilitée par l'irrigation permise par le lac de retenue du barrage de Namsiguia. En 2007, la réhabilitation de la route reliant Ouahigouya-Bonsomnoré-Namsiguia a été faite sur 17 km afin de permettre aux deux cents producteurs agricoles du bas-fond du barrage de retenue d'exporter leurs marchandises (riz pluvial et coton principalement).

## Santé et éducation
Le centre de soins le plus proche de Bonsomnoré est le centre de santé et de promotion sociale (CSPS) de Namsiguia tandis que le centre hospitalier régional (CHR) se trouve à Ouahigouya.
Bonsomnoré possède une école primaire publique, soutenue par l'association Beogo Neere d'Autun, accueillant, en 2013, environ 225 élèves. Les études secondaires se font au collège d'enseignement général (CEG) de Namsiguia puis aux lycées de Ouahigouya.